# کونگووا
کونگووا (به صربی: Konjuva) یک منطقهٔ مسکونی در صربستان است که در کورشوملیا واقع شده‌است. کونگووا ۱۶۹ نفر جمعیت دارد.